# Tema do Quersoneso
O Tema do Quersoneso ou  Quérson (em grego: θέμα Χερσῶνος; romaniz.: thema Chersōnos), originalmente - e formalmente - chamado de Clímata (em grego: τὰ Κλίματα), foi um tema (uma província civil-militar) bizantino localizado ao sul da Crimeia. Sua capital era Quersoneso.
Foi oficialmente fundado no início da década de 830 e foi um importante centro comercial da região do Mar Negro. A despeito da destruição da cidade do Quersoneso na década de 890, o tema se recuperou e prosperou, sobrevivendo até se tornar parte do Império de Trebizonda após a Quarta Cruzada e a dissolução do Império Bizantino em 1204.

## História
A região esteve sob controle bizantino desde o início do século VIII, mas passou para o controle dos cazares a partir daí. A autoridade bizantina foi restabelecida pelo imperador Teófilo (r. 829–842), que demonstrou interesse no literal norte do Mar Negro e, especialmente, nas relações com os cazares. Tradicionalmente, os estudiosos datam o estabelecimento do Quersoneso como capital do tema por volta de 833-834, mas pesquisadores mais recentes ligaram o evento com a missão bizantina para construir uma nova capital cazar em Sarquel em 839 e identificam Petronas Camatero, o arquiteto de Sarquel, como o primeiro estratego temático em 840-841. A nova província foi chamada primeiramente de "Clímata" ("as regiões/distritos"), mas, por conta da proeminência da capital Quersoneso, por volta de 860 o tema já era referido nos documentos oficiais como "Tema do Quersoneso".
A província teve um importante papel nas relações dos bizantinos com os cazares e, depois do colapso do Grão-Canato Cazar, com os pechenegues e os rus'. Funcionava como centro para a diplomacia bizantina ao invés de, como era tradicional nos demais temas, uma província militar, até por que a guarnição local parece ter sido pequena e formada majoritariamente por milícias alistadas localmente. Sua fraqueza é reforçada e atestada pela cláusula, que aparece nos tratados bizantinos com os rus' em 945 e 971, de que os rus' seriam responsáveis por defender a região contra os búlgaros do Volga.
Quersoneso foi muito próspero entre os séculos IX e XI como um centro comercial no Mar Negro, mesmo com a destruição da cidade por Vladimir I de Quieve em 988-989. A cidade se recuperou rapidamente: as fortificações foram restauradas e expandidas para cobrir o porto no início do século XI. Ao mesmo tempo, possivelmente depois da derrota de Jorge Tzul em 1016, o tema também se expandiu para o leste da Crimeia, como é evidente no título de um tal Leão Alíates como sendo "estratego do Quersoneso e Sugdaia" em 1059. A região, porém, foi perdida novamente no final do século XI para os cumanos. Quase nada se sabe sobre Quersoneso no século XII, o que é uma indicação de um período de paz. A cidade e a província toda permaneceram sob o domínio bizantino até a dissolução do Império pela Quarta Cruzada em 1204, quando passaram para o controle do estado-herdeiro de Trebizonda (vide Perateia)

## Administração
O Tema do Quersoneso parece ter sido organizado de maneira típica, com a gama completa de oficiais imperiais, dos quais um turmarca de Gótia é conhecido na virada do século XI, assim como os oficiais fiscais e alfandegários conhecidos como comerciários. As cidades do tema, porém, parecem ter mantido uma considerável autonomia de governo, como exemplificado pela própria capital, Quersoneso, que era administrada pelos magnatas locais (arcontes) sob um prótevo ("o primeiro"). Quersoneso também manteve o direito de cunhar suas próprias moedas a partir do reinado do imperador Miguel III, o Ébrio (r. 842–867) e foi, por um longo tempo, a única casa da moeda provincial fora de Constantinopla. Essa autonomia também é evidenciada pelo fato de que o governo imperial pagava subsídios anuais (pakta) para os líderes da cidade, algo reservado para os governantes aliados. Aconselhado pelo imperador Constantino VII Porfirogênito (r. 913–959), em sua Sobre a Administração Imperial, os estratego locais deveriam, quando ameaçados por revoltas na cidade, cessar o pagamento destes subsídios e realocá-los para outras cidades no mesmo tema. No final do século XI, o 'tema era governado por um catepano.